# North Muskegon
North Muskegon est une ville du comté de Muskegon, dans l'État du Michigan, aux États-Unis. En 2020, sa population était de 4 093 habitants.